# Тахарам

Тахарам

Малаяли акшарамал

Тахарам (малаял. തകാരം) — 29-я буква алфавита малаялам, обозначает глухой альвеолярный взрывной согласный. Акшара-санкхья — 6 (шесть).  Сандхи: на конце слова ത് ("т") произносится как ൽ ("л"): സത്ത് — സൽ.

## Огласовка
ത — та, താ — та, തി — ти, തീ — ти, തു — ту, തൂ — ту, തൃ — тру, തെ — те, തേ — те, തൈ — таи, തൊ — то, തോ — то, തൗ — тау.
Лигатуры: тра — ത്ര, тта — ത്ത.

## Грамматика
- -тт- (-ത്ത-) — один из эвфонических инкрементов перед падежными суффиксами.
- -тамам — суффикс превосходной степени прилагательных.
- -тарам — суффикс сравнительной степени прилагательных.